# Labastide-du-Haut-Mont
Labastide-du-Haut-Mont é uma comuna francesa na região administrativa de Occitânia, no departamento de Lot. Estende-se por uma área de 9,85 km². Em 2010 a comuna tinha 50 habitantes (densidade: 5,1 hab./km²).